# Macarena Ceballos
Macarena Ceballos (Río Cuarto, 12 de enero de 1995) es una nadadora argentina. Estableció tres récords sudamericanos y uno argentino en el Trofeo María Lenk, en Río de Janeiro.

## Carrera deportiva
En 2003, dejó la gimnasia artística y comenzó a nadar.  
En 2013 obtuvo medallas en los 100 y 200 metros pecho en el Campeonato Sudamericano Juvenil, medalla de plata en los 100 metros pecho en los Juegos Odesur 2014 y tres podios en el Campeonato Sudamericano de Mar del Plata de ese mismo año. 
En 2015, en su debut en los Juegos Panamericanos en Toronto, logró su primer récord argentino en los 50 metros pecho, en el Campeonato Nacional de Brasil. Compitió en el evento de pecho femenino de 100 metros en el Campeonato Mundial Acuático 2017.
En 2023 compitió en el Campeonato Mundial de Natación de 2023 en Fukoka, Japón. Participó en los 50, 100 y 200 metros pecho clasificando a semifinales en las dos últimas pruebas.
En los Juegos Panamericanos de 2023, Macarena logró la medalla de bronce en la prueba de los 100 metros pecho, siendo esta su primera medalla en una competencia de Juegos Panamericanos.
Ceballos estuvo cerca de competir en los juegos olímpicos de 2016 y 2020. En 2016 quedó a 0.15 segundos de dar la marca para clasificar, y en 2020 no pudo asistir debido a una lesión en el hombro. Finalmente pudo clasificar a los Juegos Olímpicos de París 2024 cuando en el mundial en Fukoka logró la marca A para clasificar con un tiempo de 1:06,69 en los 100 m pecho mientras que el necesario era 1:06,79.
Debutó en los Juegos Olímpicos de París 2024 con 29 años compitiendo en los 100 m y 200 m pecho. En los 100 m pecho pasó a semifinales y finalizó en la posición 15, la última vez que en natación Argentina pasó a semifinales fue con Georgina Bardach en los 200 m combinado durante los Juegos Olímpicos de Atenas 2004. Luego en los 200 m pecho Ceballos terminó en la posición 18 sin poder pasar a semifinales.

## Récords
El 4 de mayo de 2017, logró el récord en la final de los 50 metros pecho del Trofeo María Lenk, en Río de Janeiro. Fue récord argentino y obtuvo la marca A para el Mundial.
Su récord nacional en los 100 metros pecho lo consiguió el 2 de mayo de 2017 en ese mismo torneo y le permitió ganar la medalla de oro en esa prueba.
También se consagró el 6 de mayo de 2017 en los 200 metros pecho del certamen brasilero.
El 24 de julio de 2023 en el Campeonato Mundial rompió el récord argentino y sudamericano de los 100mts pecho y consiguió la Marca A para los Juegos Olímpicos de París 2024 con un tiempo de 1:06.69, clasificando a semifinales en el 12° puesto donde hizo un tiempo de 1:06.75. El 27 de julio cronometró un tiempo de 2:26:18 (Su mejor marca personal) en los 200mts pecho y se clasificó a semifinales dónde realizó un tiempo de 2:26:68 para terminar en el 16° puesto. El 28 compitió en los 50mts pecho realizando un tiempo de 30,97, terminando en el puesto 20°.

## Vida personal
Macarena comenzó practicando gimnasia artística como niña, pero se cambió a la natación siguiendo los pasos de su hermana mayor, a la cual era muy apegada, confesó que en un principio la pasó muy mal en la piscina.
El 5 de diciembre de 2007 su familia sufrió una tragedia cuando su madre Liliana Giacomelli, quien era investigadora en la Universidad de Río Cuarto, murió en un incendio provocado por una explosión en un laboratorio. Su padre, que trabajaba en la misma universidad, pero en un piso superior se salvó al arrojarse por una ventana.

## Premios
- Olimpia de Plata (2024)[15]